# Tây Ấn thuộc Pháp

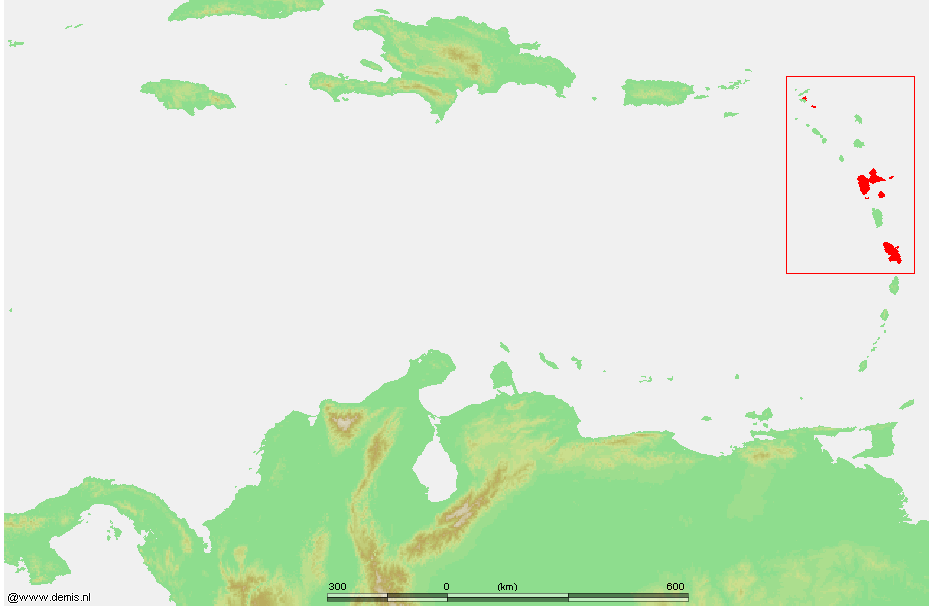
Vị trí của các lãnh thổ hiện đại của Tây Ấn thuộc Pháp

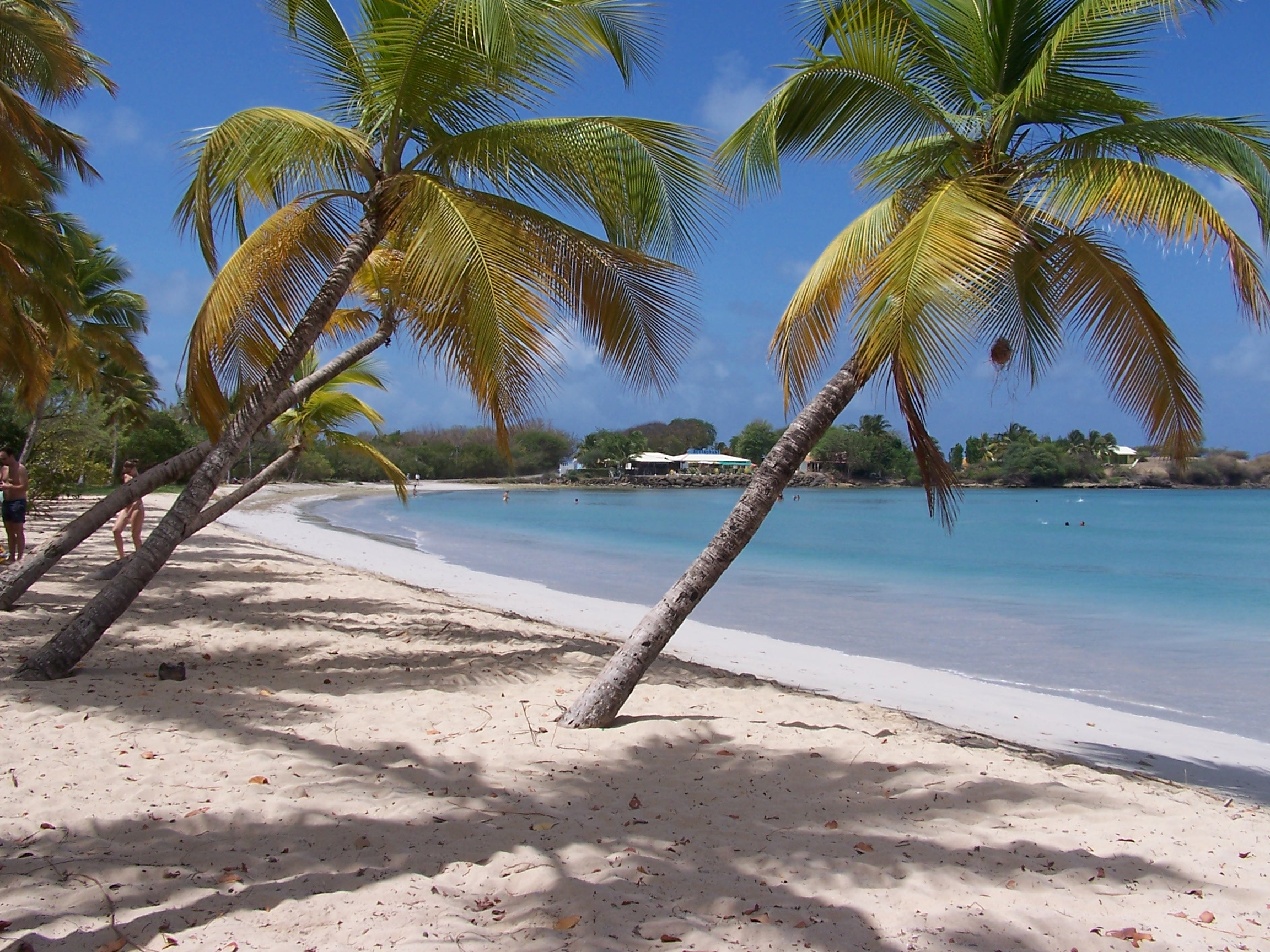
Les Salines trong Martinique

Thuật ngữ Tây Ấn thuộc Pháp hay Antilles thuộc Pháp (tiếng Pháp: Antilles françaises) dùng để chỉ bảy vùng lãnh thổ hiện thuộc chủ quyền của Pháp tại quần đảo Antilles của Caribe:
- Hai bộ phận ở nước ngoài của:
  - Guadeloupe, bao gồm các đảo Basse-Terre, Grande-Terre, Les Saintes, Marie-Galante và La Désirade.
  - Martinique
- Hai tập thể ở nước ngoài của:
  - Saint-Martin
  - Saint-Barthélemy

Do sự gần gũi của nó, Guyane thuộc Pháp thường được liên kết với Tây Ấn thuộc Pháp.

## Lịch sử
Pierre Belain d'Esnambuc là một thương nhân và nhà thám hiểm người Pháp ở vùng Caribe, người đã thành lập thuộc địa lâu dài đầu tiên của Pháp, Saint-Pierre, trên đảo Martinique vào năm 1635. Belain đi thuyền đến Caribe vào năm 1625, với hy vọng thành lập một khu định cư của Pháp trên đảo Saint Christopher (Saint. Kitts). Năm 1626, ông trở về Pháp, nơi ông giành được sự ủng hộ của Đức Hồng y Armand Richelieu để thành lập các thuộc địa của Pháp trong khu vực. Richelieu trở thành cổ đông của Compagnie de Saint-Barshe, được tạo ra để thực hiện điều này với d'Esnambuc ở đầu của nó. Công ty không đặc biệt thành công và Richelieu đã tổ chức lại thành Compagnie des Îles de l'Amérique. Năm 1635 d'Esnambuc đi thuyền tới Martinique với một trăm người định cư Pháp để xóa đất cho mía đồn điền.
Sau sáu tháng ở Martinique, d'Esnambuc trở lại St. Christopher, nơi ông sớm chết sớm vào năm 1636. Cháu trai của ông, Jacques Dyel du Parquet, thừa hưởng quyền lực của d'Esnambuc đối với các khu định cư của Pháp ở Caribe, năm 1637 trở thành thống đốc của Martinique. Ông ở lại Martinique và không quan tâm đến những hòn đảo khác.
Người Pháp định cư vĩnh viễn trên Martinique và Guadeloupe sau khi bị người Anh đuổi khỏi Saint Kitts và Nevis (Saint-Barshe trong tiếng Pháp). Pháo đài Hoàng gia (Fort-de-France) trên Martinique là một cảng lớn cho các tàu chiến Pháp trong khu vực mà người Pháp có thể khám phá khu vực. Năm 1638, Jacques Dyel du Parquet (1606-1658), cháu trai của Pierre Belain d'Esnambuc và thống đốc đầu tiên của Martinique, đã quyết định xây dựng Fort Saint Louis để bảo vệ thành phố chống lại các cuộc tấn công của kẻ thù. Từ Fort Royal, Martinique, Du Parquet tiến về phía nam để tìm kiếm các vùng lãnh thổ mới và thiết lập khu định cư đầu tiên ở Saint Luciavào năm 1643, và đứng đầu một đoàn thám hiểm thành lập một khu định cư của Pháp tại Grenada vào năm 1649. Mặc dù có lịch sử lâu dài của sự cai trị của Anh, di sản Pháp của Grenada vẫn được chứng minh bằng số lượng từ mượn tiếng Pháp ở Grenadian Creole, các tòa nhà theo phong cách Pháp, ẩm thực và tên địa danh (Dành cho cựu thành viên Petit Martinique, Martinique Channel, v.v.)
Năm 1642, Compagnie des Îles de l'Amérique đã nhận được gia hạn hai mươi năm điều lệ. Nhà vua sẽ đặt tên cho Toàn quyền của công ty và công ty là Thống đốc của các đảo khác nhau. Tuy nhiên, vào cuối những năm 1640, ở Pháp Mazarin ít quan tâm đến các vấn đề thuộc địa và công ty đã mòn mỏi. Năm 1651, công ty tự giải thể, bán quyền khai thác cho các bên khác nhau. Gia đình du Paquet đã mua Martinique, Grenada và Saint Lucia với giá 60.000 livres. Sieur d ' Houël đã mua Guadeloupe, Marie-Galante, La Desirade và Saintes. Các Hiệp sĩ Malta mua Saint Barthélemyvà Saint Martin, nơi được coi là phụ thuộc của Guadeloupe. Năm 1665, các Hiệp sĩ đã bán những hòn đảo mà họ đã mua lại cho những người mới thành lập (1664) Compagnie des Indes.
Dominica là một thuộc địa cũ của Pháp và Anh ở Đông Caribe, nằm giữa các đảo Guadeloupe của Pháp (ở phía bắc) và Martinique (ở phía nam). Christopher Columbus đặt tên cho hòn đảo sau ngày trong tuần mà ông phát hiện ra nó, một Chủ nhật (domingo bằng tiếng Latinh), ngày 3 tháng 11 năm 1493. Trong một trăm năm sau cuộc đổ bộ của Columbus, Dominica vẫn bị cô lập. Vào thời điểm đó, nó có người ở Đảo Caribs hoặc người Kalinago và theo thời gian đã định cư ở đó nhiều hơn sau khi bị đuổi khỏi các đảo xung quanh, khi các cường quốc châu Âu tiến vào khu vực. Năm 1690, những người tiều phu người Pháp từ Martinique và Guadeloupe bắt đầu thành lập các trại gỗ để cung cấp gỗ cho các hòn đảo của Pháp và dần dần trở thành những người định cư lâu dài. Pháp đã có một thuộc địa trong vài năm, họ đã nhập khẩu nô lệ từ Tây Phi, Martinique và Guadeloupe để làm việc trên các đồn điền của nó. Trong thời kỳ này, ngôn ngữ Antillean Creole đã phát triển. Pháp chính thức nhượng quyền sở hữu Dominica cho Vương quốc Anh vào năm 1763. Vương quốc Anh thiết lập một thuộc địa nhỏ trên đảo vào năm 1805. Kết quả là, Dominicans nói tiếng Anh như một ngôn ngữ chính thức trong khi Antillean creole được nói như một ngôn ngữ thứ cấp và được duy trì tốt do vị trí của nó giữa các bộ phận nói tiếng Pháp của Guadeloupe và Martinique.
Ở Trinidad, người Tây Ban Nha chiếm đóng đã đóng góp rất ít cho những tiến bộ, bất chấp vị trí lý tưởng của hòn đảo. Bởi vì nó được coi là thiếu dân số, nên Roume de St. Laurent, một người Pháp sống ở Grenada, đã có thể lấy được Cédula de Población từ vua Tây Ban Nha Charles III, vào ngày 4 tháng 11 năm 1783, cho phép những người trồng rừng Pháp làm nô lệ, tô màu và mulattos của họ Antilles thuộc Pháp tại Martinique, Grenada, Guadeloupe và Dominicadi cư đến Trinidad. Người Tây Ban Nha đã đưa ra nhiều ưu đãi để thu hút những người định cư đến hòn đảo này, bao gồm miễn thuế trong mười năm và trợ cấp đất theo các điều khoản được quy định trong Cedula. Cuộc di cư này cũng được Cách mạng Pháp khuyến khích. Những người nhập cư mới này đã thành lập các cộng đồng địa phương của Blanchisseuse, Champs Fleurs, Paramin, Cascade, Carenage và Laventille, thêm vào tổ tiên của người Trinidad và tạo bản sắc creole; Tây Ban Nha, Pháp và Patois là những ngôn ngữ được nói. Dân số Trinidad đã tăng từ dưới 1.400 vào năm 1777, đến hơn 15.000 vào cuối năm 1789. Năm 1797, Trinidad trở thành thuộc địa của vương quốc Anh, với dân số nói tiếng Pháp.